# Шестово (Калужская область)
Шестово — деревня в Износковском районе Калужской области России. Входит в состав сельского поселения «Посёлок Мятлево».

## География
Деревня находится в северной части Калужской области, в зоне хвойно-широколиственных лесов, в пределах южного склона Смоленско-Московской возвышенности, на правом берегу реки Шаня, при региональной автодороге 29Н-198.

### Климат
Климат характеризуется как умеренно континентальный, с тёплым летом и умеренно холодной зимой. Среднегодовая многолетняя температура воздуха составляет 3,8 °C. Средняя температура воздуха самого тёплого месяца (июля) — 17,6 °C (абсолютный максимум — 38 °C); самого холодного (января) — −10 °C (абсолютный минимум — −43 °C). Среднегодовое количество атмосферных осадков составляет около 620 мм.

## История
Ранее относилась к Медынскому уезду.
В деревне располагалась усадьба помещика П. О. Никонова, о которой известно с 1770-х годов. В первой трети XIX века хозяйкой усадьбы была майорша А. И. Дурново, после она перешла к корнету К. И. Полтеву и его наследникам. В конце века имением владел Н. Ф. Мерц.
В третьей четверти XVIII века в усадьбе был устроен регулярный липовый парк, в середине XIX века он был возобновлён. Парк сохранился на начало XXI века, но находится в заросшем состоянии.
Соседнее село Богданово также принадлежало Дурново и Полтевым. В 1832 году при Дурново в ней был выстроен храм Николая Чудотворца, до настоящего времени не сохранившийся.

## Население
| 2002 | 2010 |
| ---- | ---- |
| 7    | ↘2   |

### Национальный состав
Согласно результатам переписи 2002 года, в национальной структуре населения русские составляли 100 % из 7 чел.

## Инфраструктура
Личное подсобное хозяйство с зоной сельскохозяйственного использования, индивидуальная застройка усадебного типа.

## Транспорт
Деревня доступна автотранспортом.